# Държавно устройство на Египет
Политиката на Египет се основава на републикански принцип, с полу-президентска система на управление. След египетската революция през 2011 г. и поради оставката на президента Хосни Мубарак, изпълнителната власт е поета от Върховния съвет на въоръжените сили, който разпусна парламента и суспендира конституцията. През 2012 г. президентските избори доведоха до избирането на Мохамед Морси като пети президент на Египет.

## Президентство
Референдумът от март 2011 г. въвежда нови правила: времетраенето на изборната позиция на президента се ограничава до два четири-годишни мандата, като на съдебната власт се делегира правото да упражнява надзор върху изборите. Президентът се задължава да назначи свой заместник, а Комисията да изготви нова конституция след парламентарните избори. Кандидатите трябва да представят 30 000 подписа от най-малко 15 провинции, или 30 членове на камарата на законодателната власт, или номинацията от страна, която държи най-малко едно място в законодателния орган.
След свикването на новоизбрано Народно събрание и нов Маглис Ал Шура от март 2012, на Комисията зададено да изготви проект за нова конституция, която да замени старата предреволюционна конституция, и да организирането на свободни президентски избори. Въпреки това, президентските избори от 2012 се провеждат без нова конституция. Военният съвет (на власт в началото на 2011 г.), обещава справедлив и граждански избор. Първият тур на изборите се провежда на 23 май и 24 май 2012 година, с балотаж на 16 юни и 17 юни. Изборите печели Мохамед Морси. Започва своето президентство на 30 юни 2012. На 3 юли 2013 г. в конституцията на Египет е суспендирана, а Морси остракиран от президентския пост. На изборите от 2014 е избран Абдел Фатах ел-Сиси.

## Председателство
Съгласно новите правила от референдума през март 2011 г., президентът се ограничава с мандат от две до четири години, и упражнява надзор върху изборите със съдебната власт. Председателят е длъжен да назначи заместник, а Комисията да изготви нова конституция след парламентарните избори. Кандидатите трябва да представят 30 000 подписа от най-малко 15 провинции, или 30 членове на Камарата на законодател, или определяне от страна, която държи най-малко едно място в законодателния орган. След свикването на събрание новоизбраната народна партия и Маглис Ал Шура през март 2012, е назначена комисия за да изготви проект за нова конституция, която да замени конституцията преди революцията, следвана от президентските избори. Въпреки това, египетските президентски избори през 2012 се провели преди новата конституция. Военният съвет, който дошъл на власт в началото на 2011 г., обещал справедлив и граждански вот. Първият тур на изборите се проведе на 23 и на 24 май 2012. Той бе последван от балотаж на 16 юни и 17 юни, който Мохамед Морси спечели. Той встъпи в длъжност 30 юни 2012.

## Законодателна власт
Основна статия: История на парламентарния живот в Египет
Парламентът се свиква на осем месечна сесия всяка година; при особени обстоятелства председателят на Републиката може да се свика и допълнителна сесия. Въпреки че правомощията на Парламента са увеличени, поради изменения на Конституцията от 1980 г., Парламентът продължава да не разполага с правомощия да регулира широките правомощия на президента.

## Народното събрание (МАГЛИС ЕЛ-ШААБ)
Камарата на представителите е основният законодателен орган. Сред 567те представители на депутатите, 540 са пряко избиран, като 27 се назначават от президента. Мандатът на Събранието е за срок от пет години, но може да се разпусне преждевременно от председателя. Всички депутатски места се избират в едни избори. Четиристотин места се избират чрез пропорционално представителство, а останалите четиридесет и четири се избират чрез мажоритарен вот. Конституцията запазва петдесет процента от местата за „работниците и земеделчи“, (ала практиката е да се дават на „работниците и земеделци“ от средите на военни офицери в запас и вътрешните служби по сигурността).
Народното събрание може да поиска оставката на изпълнителната власт чрез гласуване на вот на недоверие. Поради тази причина, премиерът и кабинетът му са непременно от доминиращата партия или коалиция в събранието. В случай на президент и мнозинство от противоположни страни, това води до ситуация, известна като кохабитация.
Народното събрание се разпуска с отмяната на конституцията през февруари 2011 година. Първият тур на новите избори се планират за 28 ноември 2011 г., а втори тур се проведе на 14 декември 2011 г., и трети на 3 януари 2012 г. и новото събрание е свикано на 17 март 2012. Номинациите започват на 12 октомври 2012. 70% от 498 местата в парламента се избират със системата на партийната листа, а останалите 30% да се за индивидуални кандидатури. „Египет ще бъде разделена на 60 избирателни района в съответствие с постановлението, 30 за системата на партийните листи, в които всеки списък трябва да включва най-малко един кандидат жена, а другите 30 за системата индивидуален-кандидат, който не трябва да е свързана със структурите на която и да е политическа партия.“ Безпартийността на 30-те независими кандидати, е спорна.

## Консултативен съвет (МАГЛИС ЕЛ-ШУРА)
Съветът Шура е съставен от 264-членна горна камара на парламента, създадена през 1980 година. В Съвета Шура 176 от членовете се избират пряко, а 88 членове се назначават от президента на републиката за срок от шест години. Едната половина на Съвета Шура се подновява на всеки три години.
Законодателни правомощия Шура Съвета са ограничени. За повечето от въпросите на законодателството, народното събрание запазва последната дума в случай на несъгласие между двете камари. Съветът Шура се разпуска с отмяната на конституцията през февруари 2011 година. След 2011 и египетската революция, три кръгли маси се разпределят нови 270 места за Шура (началото на преговорите е на 29 януари 2012 г. и приключват на 11 март 2012). Съветът Шура е премахнат с проектоконституция от 2014 г. Премахването на съвета е отвърдено в новата конституция.

## Парламентарни избори
В Египет съществуват осемнадесет признати политически партии от целия политически спектър. Създаването на политически партии, основани на религия е забранено от Конституцията. Официалните опозиционни групи, като Мюсюлманското братство, представят своите въгледни публично в ситуацията на парламентаризма. Те са представени на различни нива в политическата система. Преди революцията, властта е концентрирана в ръцете на президента на републиката и на Националната демократическа партия, която запазва супер-мнозинство в Народното събрание.
Смята се, че Парламентарните избори от ноември 2000 г. са били по-прозрачни и по-добре изпълнени от последните избори поради съдебното наблюдение на избирателните секции. Опозиционните партии продължават да се оплакват от изборни манипулации от страна на правителството, както и много египтяни смятат, че техните гласове са били наблюдавани и фалшифицирани. Има значителни ограничения върху политическия процес и свободата на изразяване за неправителствени организации, включително за професионалните синдикати и организации, които насърчават зачитането на човешките права. С отмяната на конституцията през февруари 2011 г., парламентът е разпуснат. И се учредяват много нови политически партии.
По-долу на национално ниво, властта се прилага от и чрез управители и кметове, назначени от централното правителство и от избрани от народа местни съвети.

## Военен съвет
След 11 февруари 2011 г. и оставката на президента Хосни Мубарак, Египет попадна под ръководството на Върховния съвет на въоръжените сили. Негов ръководител е фелдмаршал Мохамед Хюсеин Тантави. Съветът е бил замислен като преходен, гарантиращ връщането на държавните правомощия на президента (след избори за президент през май). Съветът има значителна власт, като дори едностранно издава конституционна декларация за свои значителни законодателни и съдебни правомощия: „за да реши кое е това, което законът е". 

## Политически партии и избори
Според египетската конституция, е с многопартийна демократическа система. Религиозни политически партии нямат право да съществуват в правния мир, тъй като такива не спазват принципът за ненамеса на религията в политиката – религията трябва да остане в сферата на личния живот, а и страната трябва да гарантира свободата и сигурността на всички вероизповедания. Забранени са и политическите партии, поддържащи паравоенни формации или разполагащи с програма, която е в противоречие конституцията и принципите на страната, и заплашващите стабилността на страната, като например националното единство между мюсюлмански
и християнски египтяни египтяни.
Считано от 2012 г., в Египет са регистрирани повече от 40 политически партии в Египет.

## Гражданско общество
Египет води своят живот според „Извънредно законодателство“ от 1967 г. насам, с изключение на 18-месечен перион напрекъсване през 1980 г., до 31 май 2012 година. Извънредните закони непрестанно се увеличават на всеки три години от 1981 г. насам. Тези закони рязко ограничават всяка неправителствена политическа дейност: улични демонстрации, които не са одобрени от политически организации, както и не-регистрирани финансови дарения са официално забранени. Въпреки това, от 2000 г. насам, тези ограничения са нарушени на практика. През 2003 г. в дневния ред изместен силно към местните демократични реформи, опозицията към наследяването на Мубарак като президент, и отхвърляне на насилието от страна на държавните сили за сигурност. Групи, участващи в последната вълна включват PCSPI, египетската Движение за промяна (Кефая), и Асоциацията на египетските Майки.
Земеделските движения също са значително активни по различни въпроси, особено по отношение на правата върху земята и поземлената реформа. 
Египетският революция от 2011 г., се вдъхновя от предходната революция в Тунис, принуждавайки президента Мубарак да подаде оставка, а с това и падането от власт на военната хунта.

## Политическите групи за натиск и лидери
Мюсюлманското братство и Националната демократическа партия се считат за най-добре организираните политически групи в Египет. Преди революцията Мубарак показва почти никаква толерантност към политическата дейност на Братствата за първите му два мандата като се счита, че една от причините за масовите протести е точно тази.
Преди революцията, Мубарак поощрява политическата дейност на Мюсюлманските братя (през първите му два мандата), ала след това той рязко сменя позициите си и опитва да блокира влиянието им, поради повишената обществена подкрепа към тях. Синдикатите и професионални сдружения също са силно потиснати. През 2014 г., в Горен Египет, няколко вестника съобщават, че района на Горен Египет иска да се отдели от Египет, в опит за подобрение на стандарта на живот. 

## Международни отношения
Постоянният щаб на Лигата на арабските държави (Арабската лига) се намира в столицата Кайро. Главният секретар на Лигата традиционно е египтянин. Бившият египетски външен министър Набил Ел-Арабия е сегашен главен секретар на Арабската лига. Арабската лига се мести от Египет до Тунис през 1978 г. като знак на протест срещу мирния договор с Израел, но се завръща през 1989 година.
Египет е първата арабска държава, която установява дипломатически отношения с държавата Израел, след подписването на мирния договор между Египет и Израел чрез споразумението от Кемп Дейвид. Египет има голямо влияние сред други арабски държави, както и в миналото е играл важна роля като посредник и арбитър при решаване на споровете между различните арабски страни, както и в израелско-палестинския спор. Повечето арабски държави все още гласуват доверие на Египет в тази му роля, макар че резултатите често са ограничени.
Бившият египетски вицепремиерът Бутрос Бутрос-Гали е работил като генерален секретар на Организацията на обединените нации 1991 – 1996.
След териториален спор със Судан над район, известен като триъгълника Халаиб, дипломатическите отношения между двете остават тревожно обтегнати.